# Préjudice d'anxiété
Le préjudice d'anxiété est un préjudice moral en droit civil français.
Il s'agit généralement « d'une situation d'inquiétude permanente face au risque de déclaration à tout moment d'une maladie » affectant « la santé mentale [qui] est une composante de la santé ». Ce préjudice est souvent invoqué en cas d'exposition à l’amiante mais il pourrait être invoqué dans le nucléaire, ou en cas d'accident de la route, de la vie ou du travail. « La victime aurait alors un préjudice d'anxiété lié à l'angoisse légitime, par exemple, de peut-être se retrouver un jour dans un fauteuil roulant. ». Récemment, ce préjudice a été retenu dans l'affaire du Mediator.

## Amiante
À partir de 2015, la Cour de cassation retenait que « La réparation du préjudice d'anxiété n'est admise, pour les salariés exposés à l'amiante, qu'au profit de ceux remplissant les conditions prévues par l'article 41 de la loi du 23 décembre 1998 et l'arrêté ministériel ».
Il y avait alors trois conditions : que le salarié ait travaillé dans un établissement listé dans une loi de 1998, qu'il démontre une inquiétude permanente face à la déclaration d'une maladie en lien avec l'amiante, et qu'il ait des rendez-vous médicaux réguliers. La Cour de cassation dans un arrêt du 3 mars 2015 présume la seconde condition à partir de la première et supprime la dernière (suppression déjà amorcée le 4 décembre 2012 dans un autre arrêt). Ainsi, un salarié qui a travaillé dans un établissement listé dans la loi de 98 n'a plus à démontrer ce préjudice d'anxiété.
Mais par un arrêt d'Assemblée plénière du 5 avril 2019, la Cour de cassation a opéré un revirement de jurisprudence, et elle retient désormais que « Le salarié qui justifie d’une exposition à l’amiante générant un risque élevé de développer une pathologie grave peut être admis à agir contre son employeur, sur le fondement des règles de droit commun régissant l’obligation de sécurité de ce dernier, quand bien même il n’aurait pas travaillé dans l’un des établissements mentionnés à l’article 41 de la loi du 23 décembre 1998 modifiée ».
Dans cet arrêt, la Cour de cassation précise à quelle condition l'employeur peut apporter la preuve qu'il n'a pas manqué à son obligation de sécurité et - reprenant la solution qui avait été dégagée dans un arrêt "Air France" - elle réaffirme que « Ne méconnaît pas l’obligation légale lui imposant de prendre les mesures nécessaires pour assurer la sécurité et protéger la santé physique et mentale des travailleurs l’employeur qui justifie avoir pris toutes les mesures prévues par les articles L. 4121-1 et L. 4121-2 du code du travail ».
Enfin, toujours dans cet arrêt, la Cour de cassation invite les juges du fond à identifier précisément le préjudice d'anxiété dont un salarié sollicite l'indemnisation en retenant que « la cour d’appel qui, pour allouer au salarié une indemnité en réparation de son préjudice d’anxiété, [ne peut] se déterminer par des motifs généraux, sans caractériser le préjudice personnellement subi par le salarié, résultant du risque élevé de développer une pathologie grave ».

## Environnement
La multiplicité des catastrophes naturelles, et des problématiques liées à la pollution, notamment celle de l'air, ont conduit les juges et hauts fonctionnaires à s'interroger sur la reconnaissance du préjudice d'anxiété. La nocivité des polluants atmosphériques est désormais reconnue (oxyde d'azote, oxyde de soufre, ozone) et causerait environ 800 000 décès (chiffres indicatifs) prématurés au sein de l’Union européenne chaque année. 
La charte de l'environnement de 2004, consacrée dans le bloc de constitutionnalité, confère le droit de vivre dans un environnement équilibré et respectueux de sa santé et donc le droit à respirer un air qui ne nuise pas à sa santé. Ce droit est soutenu par l'Union Européenne dans la directive du 21 mai 2008 relative à la qualité de l'air ambiant.  Après un arrêt de 2014 de la CJUE, et de la High Court du Royaume Uni en 2018, enjoignant aux instances britanniques de respecter la directive, les recours nationaux ont afflué dans les pays voisins. (notamment la décision du 12 juillet 2017, "Les Amis de la Terre" rendue par le Conseil d'État français). 
Depuis les dernières années, la CJUE fut saisie à maintes reprises en recours en manquement des États dans leurs politiques de lutte contre la pollution de l'air. Le risque pour les états (dont le nombre de condamnés est de 8 à l'heure actuelle) est alors principalement financier. 
Au-delà des condamnations étatiques, les citoyens disposent également d'un recours visant à leur reconnaître le préjudice d'anxiété, à condition pour ces derniers de démontrer le lien de causalité et, d'être localisé dans une zone polluée identifiée.
Source : Village de la Justice.

## Produits de santé défectueux
Récemment, un préjudice d'anxiété a pu être accordé aux victimes du Mediator ou des prothèses PIP.

## Jurisprudence
En 2002, la Cour de cassation (juridiction française la plus haute) sur l'obligation de sécurité de résultats pour l'employeur.
En 2019, en avril la Cour a ouvert le droit à un salarié du bâtiment d'entamer une procédure pour préjudice d'anxiété, dans ce cas pour avoir été exposé à l'amiante durant sa carrière, même s’il n’est pas encore malade. Puis (décision du 11 septembre 2019) ce principe a été étendu à l'ensemble des "substances nocives et toxiques, dans l’industrie, l’agriculture (pesticides) ou le  bâtiment (poussières de bois, de silice, fumées de diesel, solvants, etc.). "En application des règles de droit commun régissant l'obligation de sécurité de l'employeur, le salarié qui justifie d'une exposition à une substance nocive ou toxique générant un risque élevé de développer une pathologie grave et d'un préjudice d'anxiété personnellement subi résultant d'une telle exposition, peut agir contre son employeur pour manquement de ce dernier à son obligation de sécurité".
La cour limite ce droit aux cas de pathologies "graves" et aux risques importants, documentés et scientifiquement établi ; le plaignant doit apporter une preuve forte du fait qu’il ait été exposé à un produit toxique, et de la réalité du préjudice d'anxiété (prise d'anxiolytiques ou de médicaments dédiés par exemple) .
De son côté pour se défendre l’employeur doit prouver qu’il avait une politique de prévention de qualité, écrite, et tracée dans le document unique d'évaluation des risques professionnels (DUER). Mais il faut également s'assurer que les mesures de prévention soient effectives. C'est indispensable pour pouvoir prouver que le risque est faible. Entreprises, soyez encore plus vigilantes ! De manière à pouvoir vous défendre.
Selon l'Association des victimes de l'amiante et autres polluants (AVA), « la traduction concrète de ces possibilités n'est pas évidente car l'octroi du préjudice d'anxiété est soumis à un régime de preuve extrêmement strict ».
Selon Michel Ledoux (avocat spécialisé « prévention »), ce n’est pas à ce jour un risque assurable, et la réparation du préjudice est de 7.000 à 10.000 euros par salarié. Ces dédisions sont donc un important levier pour la prévention des risques dans l’entreprise.

### articles
- Laurent Gamet, Le préjudice d'anxiété, Paris, Dalloz (no 1), 2 janvier 2015 (HAL hal-02199866, lire en ligne), p. 55
- Frédéric Quinquis, L’anxiété saisie par la Justice, École nationale supérieure de Sécurité sociale, janvier 2015 (lire en ligne), p. 239 à 247
- Thomas Montpellier, Préjudice d'anxiété à la SNCF : pas de traitement spécial pour les régimes spéciaux, Lextenso (no 303), janvier 2018, 17 p. (lire en ligne), p. 55
- Mireille Bacache, Le préjudice d'anxiété lié à l'amiante : à la conquête de nouvelles expositions professionnelles, Paris, Edition générale (no 41), 7 octobre 2019 (lire en ligne)